# Лукашенко, Марк Харитонович
Марк Харитонович Лукаше́нко (1908—1949) — советский инженер-металлург.

## Биография
Родился 16 (29) марта 1908 года в Глушково (ныне Курская область). Окончил Днепропетровский индустриальный институт (1933).
В 1933—1941 годах помощник начальника, начальник доменного цеха на заводе «Запорожсталь».
С 1941 года работал на Серовском металлургическом заводе: начальник доменного цеха, главный инженер, в 1946—1949 годах — директор.
Участвовал в разработке технологии выплавки феррохрома в доменных печах. Разработал и внедрил технологию использования щелочесодержащих карбонатных марганцевых руд в доменных плавках; новые методы форсированного ведения доменной плавки, что способствовало достижению высшего в СССР коэффициента использования полезного объёма доменных печей.
Умер 15 декабря 1949 года в Москве. Похоронен на Введенском кладбище (20 уч.).

## Награды и премии
- Сталинская премия II степени (10 апреля 1942) — за разработку и внедрение в производство технологического процесса выплавки углеродистого феррохрома в доменных печах
- Сталинская премия II степени (1950) — за разработку и промышленное внедрение новых методов форсированного ведения доменной плавки
- два ордена Ленина (05.10.1946, «за успешное выполнение заданий правительства по выпуску металла для нужд народного хозяйства, в связи с пятидесятилетним юбилеем Серовского металлургического завода»; …)
- медали